# Margaret Tyzack
Margaret Tyzack est une actrice britannique, née le 9 septembre 1931 à Londres (Royaume-Uni) et morte le 25 juin 2011 à Londres.

## Filmographie
- 1956 : The Crimson Ramblers (série télévisée) : Vera Lee
- 1957 : Angel Pavement (téléfilm) : Miss. Matfield
- 1958 : Behind the Mask : Night Sister
- 1958 : Passeport pour la honte (Passport to Shame) : June, Heath's secretary
- 1959 : The Infamous John Friend (feuilleton TV) : Mrs. Friend
- 1960 : Highway to Battle : Hilda
- 1964 : Ring of Spies : Elizabeth Gee
- 1967 : La Dynastie des Forsyte (The Forsyte Saga) (feuilleton TV) : Winifred Dartie née Forsyte
- 1967 : Les Chuchoteurs (The Whisperers) : Almoner
- 1968 : The Bonegrinder (téléfilm) : Gladys King
- 1968 : 2001, l'Odyssée de l'espace (2001: A Space Odyssey) : Elena
- 1969 : A Touch of Love : Sister Bennett
- 1969 : P. and O. (téléfilm) : Mrs. Hamlyn
- 1969 : The First Churchills (feuilleton TV) : Queen Anne
- 1971 : La Cousine Bette (feuilleton TV) de Gareth Davies d'après Honoré de Balzac: Bette
- 1971 : Orange mécanique (A Clockwork Orange) : Conspirator
- 1976 : Moi Claude empereur (I, Claudius) (feuilleton TV) : Antonia
- 1978 : Psychose phase 3 (The Legacy) : Nurse Adams
- 1979 : The Quatermass Conclusion : Annie Morgan
- 1979 : Quatermass (série télévisée) : Annie Morgan
- 1981 : The Winter's Tale (téléfilm) : Paulina
- 1982 : An Inspector Calls (feuilleton TV) : Mrs. Birling
- 1982 : Charles & Diana: A Royal Love Story (téléfilm) : Queen Elizabeth
- 1983 : The Wars : Lady Emmeline
- 1985 : Mr. Love : Pink Lady
- 1985 : The Corsican Brothers (téléfilm) : Madame de Guidice
- 1987 : Nemesis (téléfilm) : Clothilde Bradbury-Scott
- 1987 : Prick Up Your Ears : Madame Lambert
- 1990 : La Putain du roi : La Comtesse douairière
- 1995 : Young Indiana Jones and the Treasure of the Peacock's Eye (téléfilm) : Miss Helen Seymour (voix)
- 1996 : Young Indiana Jones: Travels with Father (téléfilm) : Helen Seymour
- 1997 : Family Money (série télévisée) : Delia
- 1997 : Mrs. Dalloway de Marleen Gorris : Lady Bruton
- 1998 : Our Mutual Friend (feuilleton TV) : Lady Tippins
- 2002 : Until Death : Dorothy Sutton
- 2003 : Bright Young Things : Lady Thobbing
- 2005 : Match Point : Mrs. Eastby
- 2005 : Wallis & Edward (téléfilm) : Queen Mary
- 2005 : Le Prince des voleurs : Mother Superior
- 2010 : Mother's Milk de Gerald Fox

## Distinctions
- Laurence Olivier Awards 2009 : Meilleure comédienne de l'année pour Mystère sur la falaise (The Chalk Garden)